# Witbuikhoningeter
De witbuikhoningeter (Glycifohia notabilis; synoniem: Phylidonyris notabilis) is een zangvogel uit de familie Meliphagidae (honingeters).

## Verspreiding en leefgebied
Deze soort komt voor in Vanuatu en telt twee ondersoorten:
- G. n. notabilis: Bankseilanden (noordelijk Vanuatu).
- G. n. superciliaris: centraal Vanuatu.